# ブッカ2世
ブッカ2世（Bukka II, 生年不詳 - 1406年以降）は、南インドのヴィジャヤナガル王国、サンガマ朝の君主（在位：1405年 - 1406年）。

## 生涯
1405年、兄ヴィルーパークシャ1世が息子らに殺害されたことにより、ブッカ2世がその王位を継承することになった。
ブッカ2世はおよそ2年間王国を統治したが、1406年に弟のデーヴァ・ラーヤ1世に王位を追われた。